# Metronidazol
El metronidazol es un antibacteriano y antiparasitario que pertenece a la clase de los nitroimidazoles. Este fármaco ingresa a los microorganismos e inhibe la síntesis de proteínas al interactuar con el ADN, provocando una pérdida de la estructura helicoidal y la rotura de las cadenas de ADN, lo que lleva a la muerte celular del microorganismo. Se utiliza para tratar infecciones causadas por bacterias anaeróbicas y parásitos protozoarios.

## Historia
En el campo del tratamiento de infecciones provocadas por protozoarios, bacterias y otros organismos, los compuestos heterocíclicos con grupos nitros dentro de su estructura básica molecular, representan una gama de agentes importantes. En el año de 1944 Dood y Stilmann indicaron la importancia de la adición de grupos nitro a derivados del furano para incrementar el efecto antimicrobiano. En 1955 Nakamura aisló a partir de Streptomyces spp. La azomicina (2-nitroimidazol) la cual mostró tener actividad microbicida contra Trichomonas vaginalis, iniciando la síntesis de fármacos derivados de nitroimidazoles. A finales de la década de los 50 en Francia en los laboratorios Rhone Poulenc, Cosar y Julou, sintetizaron el metronidazol por primera vez.
El metronidazol inicialmente fue aprobado por la asociación de alimentos y drogas de Estados Unidos (FDA) para uso humano en 1963.

## Farmacocinética

### Vías de administración
El metronidazol puede administrarse por vía enteral, parenteral y tópica. La vía enteral abarca la administración oral, rectal e intravaginal. La vía parenteral implica la administración intravenosa, mientras que la vía tópica se presenta mediante cremas y geles.

### Absorción
La absorción por vía oral en forma de tabletas es rápida y casi completa, tiene una biodisponibilidad superior al 90%. Posterior a la administración de una dosis única de 500 mg, se alcanza una concentración plasmática máxima de aproximadamente 2μg/mL a 8μg/mL en un período de tiempo que oscila entre 0.25 y 4 horas.
La absorción por vía intravenosa con una dosis administrada de 1,5 mg/kg seguida de 7,5 mg/kg cada 6 horas, se observa que la concentración máxima en estado estacionario fue de 25  μg/mL y concentraciones mínimas de 18  μg/mL.
La absorción percutánea de metronidazol en crema varía según la concentración y la formulación. En una dosis de 100 mg de crema al 2%, no se detectó metronidazol en el plasma después de 12 horas.  El metronidazol en gel al 0,75% muestra una absorción sistémica limitada. En adultos con rosácea, las concentraciones séricas después de aplicar 1g de gel variarán desde niveles indetectables hasta 66 μg/ L en las siguientes 24 horas.
En administración por vía rectal, los supositorios alcanzan concentraciones máximas en el plasma aproximadamente 6 μg/mL, es decir, la mitad de la dosis alcanzada por las dosis orales equivalentes y una biodisponibilidad entre el 60% y el 80%. Las concentraciones efectivas ocurren aproximadamente entre 5 a 12 horas posterior a la administración.
La absorción intravaginal, es variable, por ejemplo, el gel intravaginal al 0,75%, en dosis de 5g, genera concentraciones máximas de entre 0,2 mg/L y 0,3 mg/L, alcanzadas entre 8,3 y 8,5 horas.En el caso de los supositorios e insertos vaginales que contienen 500 mg de metronidazol, produce concentraciones máximas entre 1,1 mg/L y 2,0 mg/L, con tiempos de absorción que van desde 7,7 hasta 20 horas, estos, presentan una biodisponibilidad que representa aproximadamente el 20 al 25% de la dosis oral de 500 mg. Por otro lado, el gel vaginal con una dosis de 37,5 mg, tiene una biodisponibilidad del 56% y alcanza concentraciones plasmáticas de 300 ng/mL a las 8 horas.

### Distribución
El metronidazol se distribuye ampliamente por todo el cuerpo y tiene una baja unión a proteínas (<20%), aparece en la mayoría de los tejidos y fluidos corporales, como la bilis, la leche materna, el líquido cefalorraquídeo, los huesos, el hígado, los abscesos hepáticos, los abscesos cerebrales, la saliva, el líquido seminal y las secreciones vaginales, alcanza concentraciones similares a las del plasma. También cruza la barrera hematoencefálica y la placenta entrando rápidamente en la circulación fetal.
La distribución del volumen de metronidazol en adultos oscila entre 0,51 y 1,1 L/kg. En el sistema nervioso central se alcanza entre el 60 y 100% de las concentraciones plasmáticas, no hay estimaciones confiables en el tejido placentario.

### Metabolismo y metabolitos
Se metaboliza principalmente en el hígado, donde experimenta hidroxilación, oxidación de la cadena lateral y conjugación con ácido glucurónico. Uno de los metabolitos clave es el 1-(2-hidroxietil)-2-hidroximetil-5-nitroimidazol, conocido como el "metabolito hidroxi",  el cual es clínicamente significativo ya que exhibe una actividad antibacteriana significativa, representando entre el 30% y el 65% de la actividad del metronidazol. Este metabolito se encuentra en plasma y orina.
Por otro lado, el ácido 2-metil-5-nitroimidazol-1-acético, denominado el "metabolito ácido", posee solo el 5% de la actividad del metronidazol y no se detecta en plasma, pero se excreta en la orina. Su detección está asociada principalmente con pacientes que presentan disfunción renal.
También se han detectado en la orina pequeñas cantidades de metabolitos reducidos, acetamida y ácido N-(2-hidroxietil)oxámico (HOA), que probablemente estén formados por la flora intestinal
Además de estos metabolitos, se han identificado glucurónidos y sulfatos conjugados, así como productos de oxidación del metabolito hidroxi.

### Excreción
El metronidazol y sus metabolitos se excretan entre el 60-80% por la orina y entre 6-15% por vía biliar.
El metronidazol inalterado, corresponde al 7% y el 12% de la dosis excretada en la orina. Los métodos cromatográficos han permitido medir el total de metronidazol y metabolitos eliminados en la orina, representando en promedio entre el 33% y el 44% de la dosis administrada.
En cuanto a la excreción de metabolitos en la orina, se observa que el metabolito hidroxi contribuye del 14% al 24.1% de la dosis total administrada, mientras que el metabolito ácido representa del 9.6% al 12%.
Vida media de eliminación
La vida media de eliminación del metronidazol, es de aproximadamente 8 horas aunque la vida media del metabolito hidroxi es ligeramente más larga. La vida media del metronidazol es más prolongada en recién nacidos y en pacientes con insuficiencia hepática grave: la del metabolito hidroxi se prolonga en pacientes con insuficiencia renal.
La función renal y hepática no está completamente desarrollada en los recién nacidos, lo que conlleva una prolongación de la vida media de eliminación, que oscila entre 25 y 109 horas. Esta vida media de eliminación es inversamente proporcional a la edad gestacional; a medida que el bebé madura, se reduce a valores más cercanos a los de los adultos.
La vida media de eliminación, varía según la edad gestacional y la edad posnatal
- Para recién nacidos menores de 7 días de edad, la vida media de eliminación es más prolongada
- Edad gestacional de 28 a 30 semanas: 75.3 ± 16.9 horas.
- Edad gestacional de 32 a 35 semanas: 35.4 ± 1.5 horas.
- Edad gestacional de 36 a 40 semanas: 24.8 ± 1.6 horas.
- Para recién nacidos de 7 días o más, la vida media de eliminación es de aproximadamente 22.5 horas.
- En niños y adolescentes, la vida media de eliminación es de 6 a 10 horas.
- En adultos, la vida media de eliminación es de aproximadamente 8 horas.[9][10]

## Mecanismo de acción
A diferencia de los microorganismo aerobios, los macroorganismos anaerobios usan ferredoxinas, las cuales permiten la obtención de energía a los microorganismos, es decir, la síntesis de trifosfato de adenosina (ATP) y la producción de electrones.
El metronidazol entra al organismo por difusión pasiva a través de las membranas celulares de patógenos anaerobios y microaerofílicos, al ser un profármaco se activa a través de una reducción facilitada por proteínas de transporte intracelular de electrones. Este proceso implica la reducción y transformación de la estructura del metronidazol mediante el sistema piruvato, catalizado por ferredoxina oxidorreductasa.
La ferredoxina, es una pequeña proteína de Fe - S, que tiene un potencial de oxidorreducción suficientemente negativo para donar electrones al metronidazol.  Este transporte de electrones individuales forma un anión radical nitro muy reactivo que actúa como un receptor de electrones, atrapándolos en el proceso. La reducción de metronidazol crea un gradiente de concentración en la célula que impulsa la absorción de más fármacos y promueve la formación de radicales libres que son citotóxicos produciendo una interacción intracelular entre las partículas citotóxicas y ADN de la célula huésped, lo que resulta en la rotura de la cadena de ADN y la desestabilización fatal de la hélice del ADN. Finalmente ocurre la descomposición de los productos citotóxicos. El metronidazol también es citotóxico para bacterias anaeróbicas facultativas como Helicobacter pylori y Gardnerella vaginalis, pero no se comprende bien el mecanismo de acción contra estos patógenos.

## Efectos farmacológicos
- Antimicrobiano y antiprotozoario: es un antibiótico que se une al ADN de bacterias anaerobias y protozoos, inhibiendo su crecimiento y replicación.
- Antiinflamatorio: ayuda a reducir la inflamación y el enrojecimiento de la piel en afecciones como la rosácea.[13]

## Interacciones
| Fármacos que interaccionan con metronidazol                 | |
| Fármaco                                                     | Resultados de la interacción |
| Disulfiram                                                  | Farmacodinamia: la administración simultánea del metronidazol y disulfiram juntos aumenta el riesgo de efectos secundarios tales como psicosis agudas o confusión. |
| Antiepilépticos(por ejemplo Fenobarbital)                   | Farmacocinética: disminución de los niveles de metronidazol en sangre con la consiguiente reducción de su eficacia. |
| Cimetidina                                                  | Farmacocinética: aumento de los niveles de metronidazol en sangre, lo que puede intensificar sus efectos. |
| Omeprazol                                                   | Farmacodinamia: disminución en la producción del jugo gástrico. |
| Inmunosupresores(por ejemplo Micofenolato de Mofetilo (MMF) | Farmacodinamia: la administración simultánea del metronidazol y MMF se asocia con una reducción plasmática significativa del inmunosupresor aumentando la susceptibilidad y el rechazo del trasplante.                                                                                        |
| Norfloxoxacino                                              | Farmacocinética: la administración simultánea del metronidazol y norfloxacino se asocia con una reducción plasmática significativa del último. |
| Anticoagulantes(por ejemplo Warfarina)                      | Farmacodinamia: el metronidazol mejora la actividad de la warfarina mediante la inhibición selectiva del metabolismo de su isómero S aumentando el riesgo de hemorragias. |
| Fenitoína                                                   | Farmacocinética: disminución del metabolismo de la fenitoína, además hay alguna evidencia de que la fenitoína podría acelerar la eliminación del metronidazol. |
| Antineoplásico(por ejemplo Fluorouracilo)                   | Farmacocinética: el metronidazol aumentó la toxicidad de fluorouracilo en pacientes con cáncer colorrectal, reduciendo el aclaramiento del antineoplásico. |
| Litio                                                       | Farmacocinética: El metronidazol puede potenciar el efecto adverso/tóxico del litio. |
| Mebendazol                                                  | Farmacocinética: El mebendazol puede potenciar el efecto tóxico del metronidazol. En particular, puede aumentar el riesgo de síndrome de Stevens-Johnson o necrólisis epidérmica tóxica. |
| Vacuna contra la fiebre tifoidea                            | Farmacocinética: los antibióticos como el metronidazol pueden disminuir el efecto terapéutico de la vacuna contra la fiebre tifoidea. Sólo se ve afectada la cepa viva atenuada Ty21a |
| Vecuronio                                                   | Farmacodinamia: el metronidazol puede mejorar el efecto de bloqueo neuromuscular del Vecuronio. |
| Vacuna BCG                                                  | Farmacocinética: los antibióticos como el metronidazol, pueden disminuir el efecto terapéutico de la vacuna BCG (inmunización). |
| Alcohol                                                     | Farmacodinamia: la administración simultánea del metronidazol y alcohol juntos aumenta el riesgo de efectos secundarios tales como psicosis agudas o confusión, puede provocar una reacción denominada efecto antabus caracterizada por náuseas, vómito, taquicardia y síntomas neurológicos. |
| Carbamazepina                                               | Farmacocinética: el metronidazol puede inhibir el metabolismo de carbamazepina y aumentar, como consecuencia, las concentraciones plasmáticas, se asocia a mareos, vértigo, somnolencia, problemas de coordinación, visión borrosa, náuseas, vómitos, y diarrea                               |
| Amiodarona                                                  | Farmacodinamia: Se han notificado casos de prolongación del intervalo QT y torsade de pointes con la administración conjunta de metronidazol y amiodarona. |

## Uso clínico
1. Amebiasis: Está indicado para tratar la amebiasis intestinal (disentería aguda) y extraintestinal (absceso hepático). El metronidazol es efectivo contra Entamoeba histolytica, la especie responsable de la amebiasis sintomática, ya que inhibe su crecimiento y reproducción. Se ha comprobado que el metronidazol sigue siendo un tratamiento eficaz, sin que se haya observado resistencia por parte del parásito.[14]
2. Balantidiasis: Causada por Balantidium coli, afecta especialmente a personas con sistemas inmunodeprimidos. Los síntomas pueden ser variados e incluso, similares a la disentería amebiana.[15]
3. Infección por Clostridium Difficile: el metronidazol es muy activo frente a Clostridium difficile, aunque su utilidad para tratar las diarreas u otro tipo de afecciones por este microorganismo se cuestiona actualmente debido a la facilidad con que se seleccionan subpoblaciones resistentes, especialmente al no utilizar dosis elevadas.[16]
4. Enfermedad de Crohn: Es una enfermedad que puede afectar el íleon (Crohn ileal) o el inicio del intestino grueso (Crohn ileocólica). El metronidazol ha mostrado ser útil para mejorar estas formas de la enfermedad y reducir su recurrencia tras cirugía.[17]
5. Infección por Dientamoeba fragilis: Caracterizado por la presencia de molestias gastrointestinales y diarrea persistente. Numerosos estudios han demostrado con éxito la eliminación del parásito gracias al metronidazol y no hay asociación a resistencia con el mismo.[18]
6. Giardiasis: Se usa como tratamiento alternativo de la giardiasis. Existe la preocupación de que las dosis más altas pudieran estar asociadas con mayores efectos adversos que incluyen dolor de cabeza, náuseas, vértigo y un sabor metálico en la boca.[19]
7. Erradicación de Helicobacter pylori: El metronidazol es un antibiótico importante utilizado para tratar la infección por H. pylori, pero el aumento de la resistencia ha limitado su utilidad.[20] Mayormente se emplea como alternativa a la amoxicilina en personas alérgicas a esta última. Se debe emplear en conjunto con la claritromicina para evitar la resistencia.
8. Absceso intracraneal: El metronidazol se utiliza frecuentemente para tratar abscesos cerebrales debido a su eficacia contra anaerobios. Sin embargo, existe un riesgo de encefalopatía inducida por metronidazol, que puede causar daños neurológicos permanentes.[20]
9. Infección odontogénica: La gingivitis simple aguda asociada a placa, la terapia sistémica está reservada para pacientes con progresión rápida, dolor intenso o que están inmunocomprometidos. Actualmente, el uso de antibióticos profilácticos en procedimientos dentales es controversial, ya que se ha documentado el aumento de la resistencia microbiana por su uso indiscriminado.[21]
10. Reservoritis aguda: Los antibióticos como el metronidazol son el tratamiento más empleado de primera línea, siendo efectivos hasta en el 78% de los pacientes.[22]
11. Infecciones de transmisión sexual: la infección por Trichomonas vaginalis, un parásito protozoario causante de una de las infecciones de transmisión sexual más comunes a nivel mundial y se sigue considerando al metronidazol como  tratamiento de primera línea y también se lo utiliza en combinación con otros antibióticos para el tratamiento de la enfermedad inflamatoria pélvica, causada por infecciones como la gonorrea y la clamidia.[16]
12. Infección de piel y tejidos blandos: El metronidazol es el tratamiento de elección para las infecciones de piel y tejidos blandos causadas por bacterias anaerobias como Bacteroides fragilis y Clostridium perfringens. En la fascitis necrotizante y gangrena, se requiere una cobertura antibiótica de amplio espectro que incluya metronidazol, junto con desbridamiento quirúrgico.[23][24]
13. Profilaxis quirúrgica el metronidazol se considera un componente importante de la profilaxis antibiótica preoperatoria, especialmente en procedimientos que implican la manipulación del tracto gastrointestinal, ginecológico o urológico, donde se busca cubrir la flora anaerobia y también    en cirugía de cabeza y cuello.[25]
14. Vaginosis bacteriana: el metronidazol es  eficaz para la vaginosis bacteriana. Sin embargo, se han reportado algunos casos de resistencia al metronidazol, por lo que es importante seguir las recomendaciones de dosificación y duración del tratamiento.[26]
15. Rosácea: El metronidazol es uno de los tratamientos tópicos de primera línea para la rosácea.[27]

## Efectos Adversos
Los efectos adversos raramente son lo suficientemente severos como para que causen la suspensión del tratamiento.
| Reacciones adversas a Metronidazol |                        | |
| Sistema implicado                  | Grupo CIOSM            | Tipo de reacción |
| Sistema Gastrointestinal           | Muy frecuentes >10%    | Náuseas (10% a 12%) |
| Sistema Gastrointestinal           | Frecuentes 1% al 10%   | Dolor abdominal (4%), diarrea (4%), sabor metálico (9%), xerostomía (2%)                                                                                            |
| Sistema Gastrointestinal           | Frecuencia no definida | Calambres abdominales, anorexia, estreñimiento, disminución del apetito, disgeusia, malestar epigástrico, glositis, lengua peluda, proctitis, estomatitis, vómitos. |
| Sistema Nervioso                   | Muy frecuentes >10%    | Dolor de cabeza (18%) |
| Sistema Nervioso                   | Frecuentes 1% al 10%   | Mareos (4%) |
| Sistema Nervioso                   | Frecuencia no definida | Astenia, escalofríos, depresión, somnolencia, hipoestesia, insomnio, irritabilidad, malestar general, entumecimiento, psicosis.                                     |
| Sistema Genitourinario             | Muy frecuentes >10%    | Vaginitis (15%) |
| Sistema Genitourinario             | Frecuentes 1% al 10%   | Dismenorrea (3%), prurito genital (5%), infección del tracto urinario (2%), anomalía de la orina (3%)                                                               |
| Sistema Genitourinario             | frecuencia no definida | Cistitis, dispareunia, disuria, incontinencia urinaria, sequedad vaginal, poliuria candidiasis vulvovaginal.                                                        |
| Sistema Respiratorio               | Frecuentes 1% al 10%   | Síntomas similares a los de la gripe (6%), faringitis (3%), rinitis (4%), sinusitis (3%), infección del tracto respiratorio superior (4%)                           |
| Sistema Respiratorio               | Frecuencia no definida | Disnea. |
| Sistema Cardiovascular             | Frecuencia no definida | Dolor torácico, onda T aplanada en el ECG, enrojecimiento, palpitaciones, edema periférico, síncope, taquicardia.                                                   |
| Sistema Tegumentario               | Frecuencia no definida | Erupción eritematosa, hiperhidrosis, prurito, urticaria. |
| Sistema Visual                     | Frecuencia no definida | Movimientos oculares anormales (sacádicos), trastorno de nistagmo                                                                                                   |
| Sistema Musculoesqueletico         | Frecuencia no definida | Artralgia, espasmo muscular, mialgia. |
| Sistema Inmunológico               | Frecuencia no definida | Hipersensibilidad: Edema facial. |
| Sistema Endocrino                  | Frecuencia no definida | Disminución de la libido. |

### Contraindicaciones
1. Está contraindicado en pacientes con antecedentes de hipersensibilidad al metronidazol u otros derivados del nitroimidazol.
2. El uso de metronidazol se asocia con reacciones psicóticas y confusión en pacientes con ingesta de disulfiram. No se recomienda administrar metronidazol en pacientes que hayan tomado disulfiram en las últimas dos semanas.
3. El uso de metronidazol y el alcohol, se asocia con una reacción similar al disulfiram que incluye calambres abdominales náuseas vómitos dolores de cabeza, sofocos, confusión y psicosis.
4. El metronidazol está contraindicado en pacientes con síndrome de Cockayne. Se han notificado casos de hepatotoxicidad irreversible grave o insuficiencia hepática aguda con desenlace fatal después del inicio del tratamiento con metronidazol.
5. En embarazo y lactancia, se considera  un medicamento de clasificación tipo B. En humanos, los datos disponibles indican que la exposición  al metronidazol no aumenta significativamente el riesgo de malformaciones congénitas, parto prematuro, bajo peso al nacer, muerte intrauterina o complicaciones neonatales. Sin embargo, se ha observado una asociación con un mayor riesgo de abortos espontáneos en las primeras etapas del embarazo, posiblemente influenciada por infecciones maternas subyacentes. Por otro lado, está contraindicado en el primer trimestre del embarazo, ya que se han notificado casos poco frecuentes de teratogenicidad, incluidos labio leporino y paladar hendido.

En lactancia, el metronidazol pasa a la leche materna en cantidades significativas, aunque menores que las dosis usadas para tratar a los bebés. La exposición es aún menor con el uso vaginal o tópico. Durante la lactancia, los bebés pueden experimentar heces blandas, especialmente si el metronidazol se administra por vía intravenosa a la madre. Algunos bebés pueden desarrollar infecciones por hongos, como dermatitis por pañal o candidiasis. Sin embargo, también hay informes de bebés amamantados sin efectos secundarios notificados.

### Sobredosis
Los síntomas de sobredosis por metronidazol incluyen neuropatía periférica, que se presenta como entumecimiento u hormigueo en las extremidades, toxicidad del sistema nervioso central, convulsiones epileptiformes, efecto similar al disulfiram  (si se combina con alcohol), orina oscura, sabor metálico en la boca, náuseas, malestar epigástrico y vértigo, además de la neutropenia  temporal que es reversible después de suspender el tratamiento. El mecanismo más probable de la neurotoxicidad del metronidazol es que sus ingredientes producen peróxido de hidrógeno y radicales superóxido, que a su vez causan edema intra mielínico y vacuolas de mielina.
No existe un antídoto específico para la sobredosis de metronidazol. Se debe emplear tratamiento sintomático y de apoyo además de la administración de carbón activado para eliminar el fármaco no absorbido del tracto gastrointestinal.
Además de las medidas anteriores, debe haber comunicación con el centro de control de intoxicaciones local para obtener información sobre el manejo de una sobredosis de metronidazol en casos de emergencia.

### Presentaciones
Por sus propiedades fisicoquímicas y requisitos de conservación, entre los excipientes habituales para este producto nos podemos encontrar con preparados de metronidazol para administración intravenosa, oral, rectal, intravaginal y tópica.
1. Cápsula: 375 mg - 500 mg
2. Comprimido recubierto con película: 250 mg - 500 mg
3. Suspensión oral:  250 mg/5mL y 500 mg/5 ml
4. Tableta oral: 250 mg - 500 mg
5. Tableta de liberación prolongada: 750 mg
6. Crema intravaginal: 0,75% - 10%
7. Gel: 0,75% - 10%
8. Supositorio rectal y vaginal: 1000 mg y 500 mg respectivamente
9. Solución intravenosa: 500 mg/100 ml[30][31]

## Uso veterinario
El metronidazol se usa para el tratamiento de la Giardia intestinalis, tritrichomonas foetus, Entamoeba histolytica, Balantioides coli así como también para el tratamiento de infecciones entéricas o sistémicas ocasionadas por bacterias anaeróbicas en perros y gatos. Es habitual administrar metronidazol a perros con diarrea, pero antes el veterinario debe examinarlo, ya que no todas las diarreas se van a solucionar con este medicamento. En los caballos, se usa para el tratamiento clínico de infecciones por bacterias anaerobias como Fusobacterium sp., Clostridium sp. y Bacteroides sp.

## Otros usos
El metronidazol tiene usos adicionales fuera de etiqueta en el tratamiento de otras afecciones e infecciones, incluidas balantidiasis, infecciones de heridas por mordeduras, mordeduras de animales y humanos, Clostridioides (anteriormente Clostridium difficile ), enfermedad de Crohn, tratamiento de resección posquirúrgica, fístulas perianales, infecciones por Dietamoeba fragilis, giardiasis, erradicación de Helicobacter pylori, periodontitis, anastomosis pos-bolsa ileal-anal (reservoritis), uretritis no gonocócica, enfermedad inflamatoria pélvica y tétanos.
En dermatología, el metronidazol ha sido utilizado de manera off-label para rosácea (incluida la rosácea granulomatosa), liquen plano oral y cutáneo, hidradenitis supurativa, dermatitis periorificial, demodicosis, úlceras tropicales, queilitis granulomatosa, lupus miliar diseminado facial (LMDF), y foliculitis pustulosa eosinofílica.
En oftalmología se ha usado en rosácea ocular, Blefaritis por Demodex, queratitis generada por Acanthamoeba, y escleroqueratitis causada por Pseudomonas aeruginosa.

### Controversias
Se han reportado casos raros de neurotoxicidad grave, neuropatía óptica, neuropatía periférica y encefalopatía. Sus efectos genotóxicos observados en modelos animales son controvertidos en humanos.
El metronidazol inhibe la enzima aldehído deshidrogenasa. Esto puede causar una acumulación de acetaldehído en el cuerpo, lo que resulta en efectos secundarios desagradables como náuseas, vómitos, dolor abdominal, dolores de cabeza, enrojecimiento de la piel, palpitaciones e incluso frecuencia cardíaca acelerada. Estos efectos secundarios son similares a los que causa el disulfiram, un fármaco empleado en el tratamiento de la adicción al alcohol que inhibe la enzima aldehído deshidrogenasa, causando un aumento en los niveles de acetaldehído en el organismo.